# کریستیان دیمیتروف
کریستیان دیمیتروف (انگلیسی: Kristiyan Dimitrov؛ زادهٔ ۱۶ آوریل ۱۹۹۳) بازیکن فوتبال اهل بلغارستان است.